# 寧法斯角

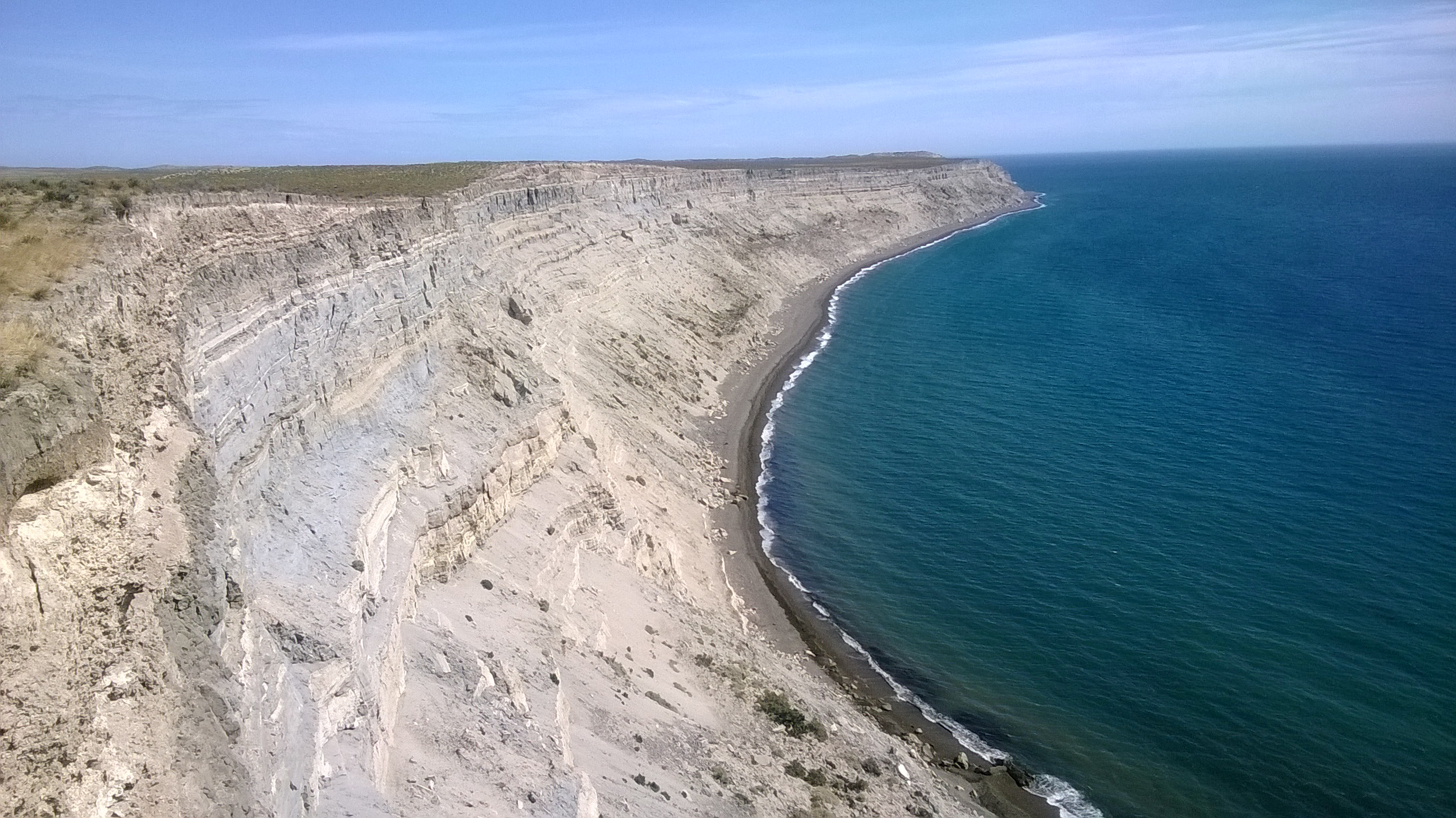

寧法斯角（Punta Ninfas）是阿根廷的海角，位於丘布特省，距離馬德林港約90公里，燈塔在1916年7月18日啟用。該海角是象海豹的重要棲息地，每年九月至十二月是繁殖季節。
42°56′14″S 64°20′05″W / 42.9373°S 64.3346°W